# Development Bank of Namibia

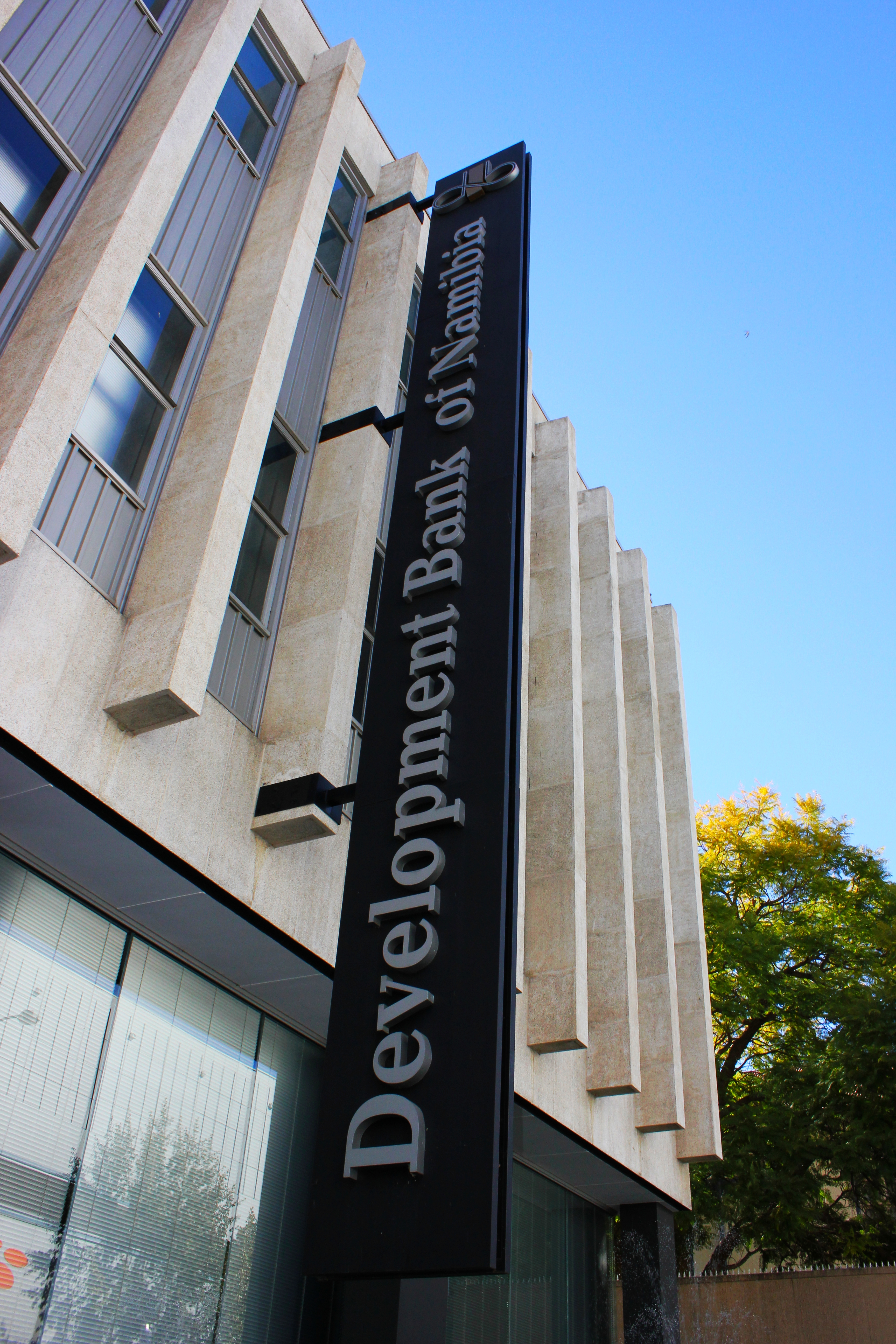
Hauptsitz der DBN in Windhoek

Die Development Bank of Namibia (DBN) ist die nationale Entwicklungsbank Namibias. Sie hat ihren Sitz seit Gründung 2004 in der Hauptstadt Windhoek und ist ein Staatsunternehmen.
Ihre Hauptaufgabe liegt in der Förderung der Wirtschaft durch die Finanzierung von vor allem kleinen und mittleren Unternehmen zur sozio-ökonomischen Entwicklung des Landes. Die rechtliche Grundlage bildet der Development Bank of Namibia Act 8 aus dem Jahr 2002.
Die Bank erwirtschaftete im Finanzjahr 2022/23 bei einem Umsatz von knapp 655 Millionen Namibia-Dollar einen Verlust von fast 297 Millionen Namibia-Dollar.